# Meliola pomaderridis
Meliola pomaderridis är en svampart som beskrevs av Hansf. 1946. Meliola pomaderridis ingår i släktet Meliola och familjen Meliolaceae.   Inga underarter finns listade i Catalogue of Life.